# Bains-les-Bains
Bains-les-Bains là một xã, nằm ở tỉnh Vosges trong vùng Grand Est của Pháp. Xã này có diện tích 25,37 km², dân số năm 1999 là 1415 người. Xã này nằm ở khu vực có độ cao trung bình 325 m trên mực nước biển.

## Biến động dân số
Dân địa phương tiếng Pháp gọi là Balnéens, jadis Benous, au sens de baigneurs.